# Домбский, Густав
Густав Евстахий Домбский из Любранца (6 марта 1799, Любранец — 19 июня 1863, Дрезден) — польский дворянин и повстанец, член парламента в Берлине.

## Биография
Представитель польского шляхетского рода Домбских герба «Годземба». Сын Михаила Домбского (ум. 1805) и Анны Ясинской (ум. 1851), сестры польского генерала Якуба Ясинского. Внук каштеляна бжесць-куявского Павла Яна Домбского (ум. 1783).
19 сентября 1826 года Густав вместе со своим братом Юлианом получил графский титул Прусского королевства.
Густав Домбский получил образование польского гражданина и патриота, став доктором юридических наук. В 1858 году он стал членом Познанского общества друзей наук.
В 1831 году Густав Домбский имел чин поручика 4-го пехотного полка польской армии и в том же году принял участие в Ноябрьском восстании в Царстве Польском.
Густав Домбский несколько раз избирался депутатом в парламент: в 1841 году в Познани и т. д.
Ему принадлежали имения Колачкова, Вшебор и Ядовники.
За свои заслуги он был награждён крестом Virtuti Militari.

## Семья
20 сентября 1840 года Густав Домбский женился на Леокадии Домбской (1823—1887), дочери Дамиана, внучке Яна Непомуцена и правнучке воеводы серадзского Казимира Юзефа (1701—1767). Супруги имели шесть детей:
- Арнольд (род. 1842)
- Витольд (род. 1843)
- Стефан (1844—1899)
- Виктория (род. 1845)
- Елена (род. 1847)
- Густав Богдан (1858—1903).

После смерти Густава Домбского Леокадия вторично вышла замуж за своего родственника Бруно Домбского (1844—1899). Бруно Домбский был сыном Аполлинария Панталеона Домбского (1802—1866), офицера польской армии, внуком Ян Крестителя (1731—1812), генеральный инспектор коронной кавалерии и каштеляна иновроцлавского, правнуком Казимира Юзефа (1701—1767), воеводы серадзского.